# Scheuring
Scheuring ist eine Gemeinde im oberbayerischen Landkreis Landsberg am Lech. Die Gemeinde ist Mitglied der Verwaltungsgemeinschaft Prittriching.

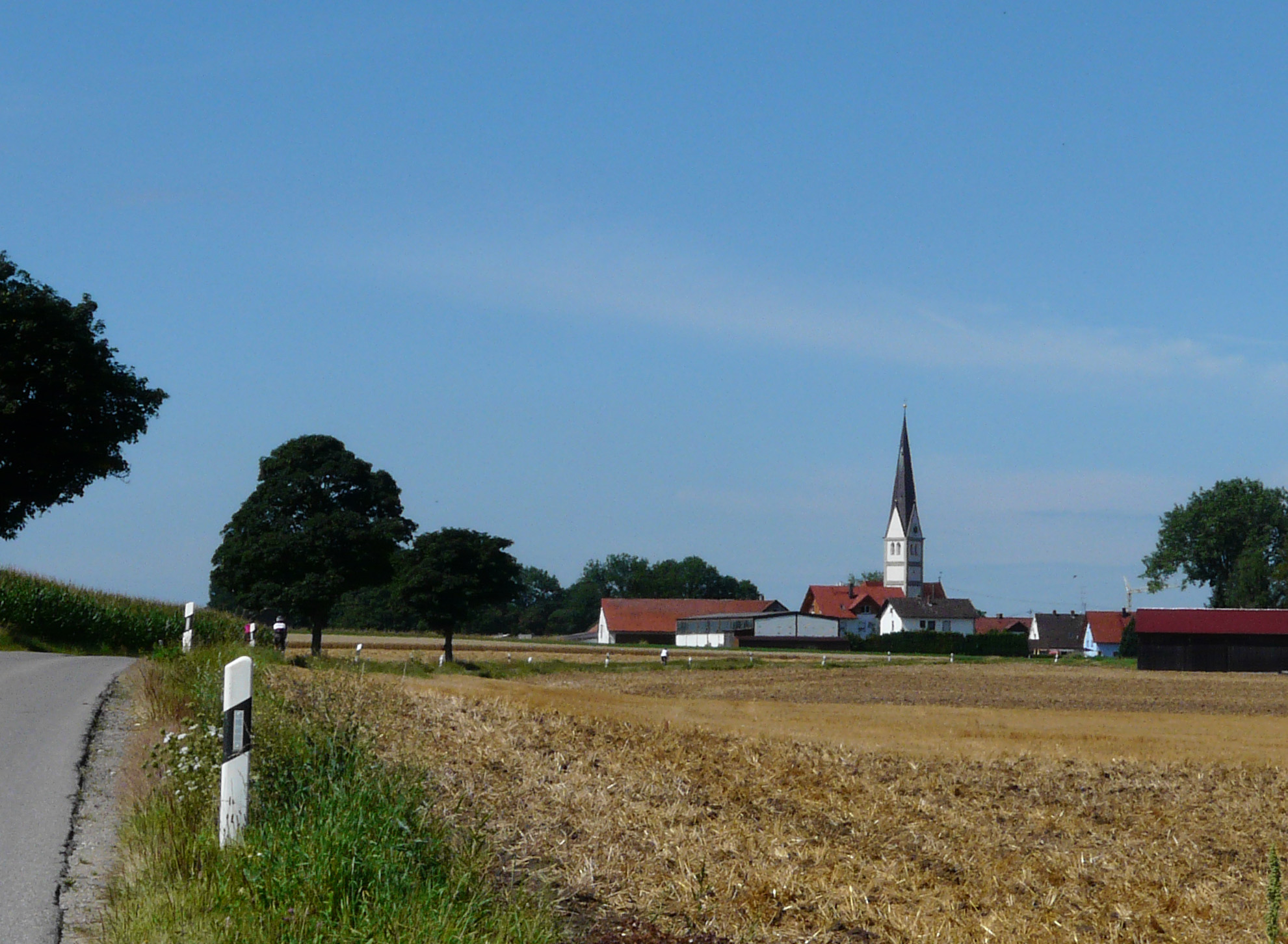
Scheuring von Osten

## Geografie

### Lage
Scheuring liegt in der Planungsregion München. Westlich des Dorfes fließt der Lech.
Der niedrigste Punkt der Gemeinde befindet sich mit 536 m ü. NHN am Lech, der Höchste mit 615 m ü. NHN im Westerholz.

### Gemeindeteile
Die Gemeinde hat vier Gemeindeteile (in Klammern ist der Siedlungstyp angegeben):
- Haltenberg (Einöde)
- Lichtenberg (Gut)
- Scheuring (Pfarrdorf)
- Zollhaus (Einöde)

Es gibt nur die Gemarkung Scheuring.

## Geschichte
Scheuring gehörte zum Rentamt München und zum Landgericht Landsberg des Kurfürstentums Bayern.
Die Gemeinde Scheuring wird urkundlich unter Herzog Heinrich IX. unter dem Namen Sciringen (Schyringen) erstmals 1130 erwähnt.
Eine frühere Besiedlung kann jedoch angenommen werden. Die vielen Grabhügel im Westerholz südwestlich des Dorfes besagen, dass in der Hallstattzeit (750 bis 450 v. Chr.) das Land stark besiedelt war. Funde von 1904 brachten Tonschüsseln, Waffen und Pferdegeschirr aus dieser Zeit zutage. Sie sind als Bodendenkmal mit der Aktennummer D-1-7831-0025 eingetragen und werden als „Grabhügel mit Bestattungen der Hallstattzeit“ beschrieben.
Unter Ludwig dem Frommen gelangte das Gebiet um Scheuring in den Besitz der Welfen. 1169 wechselte der Besitz an die Hohenstaufen. 1386 stand das Gebiet im Eigenbesitz der bayerischen Herzöge Stephan und Johann, die 1387 den Zehnten an das Kloster Schäftlarn verschenkten. Ab 1443 besetzte das Kloster die Pfarrei mit ihren Religiösen, darunter einige bedeutende Äbte des Klosters Schäftlarn.
Eine mannigfaltige Geschichte können auch die Gemeindeteile Haltenberg und Lichtenberg aufweisen, deren Geschlechter sich nach den Gemeindeteilen benannten und an deren Stelle früher eine Burg bzw. ein kurfürstliches Schloss stand.
| Jahr      | 1840 | 1871 | 1900 | 1925 | 1939 | 1950 | 1961 | 1970 | 1987 | 1991 | 1995 |
| Einwohner | 670  | 567  | 658  | 717  | 703  | 1133 | 985  | 1115 | 1277 | 1428 | 1553 |

| Jahr      | 2001 | 2002 | 2003 | 2004 | 2005 | 2006 | 2007 | 2008 | 2009 | 2010 | 2011 | 2012 | 2013 | 2014 | 2015 | 2016 | 2017 |
| Einwohner | 1749 | 1739 | 1766 | 1814 | 1815 | 1814 | 1811 | 1825 | 1850 | 1835 | 1859 | 1872 | 1907 | 1904 | 1934 | 1951 | 1953 |

Zwischen 1988 und 2018 wuchs die Gemeinde von 1302 auf 1971 um 669 Einwohner an bzw. um 51,4 %.

## Politik

### Gemeinderat
| Jahr | Dorfgemeinschaft | Freie Wähler | CSU | gesamt | Wahlbeteiligung |
| ---- | ---------------- | ------------ | --- | ------ | --------------- |
| 2020 | 6                | 6            | –   | 12     |                 |
| 2014 | 7                | 5            | –   | 12     | 58,7 %          |
| 2008 | 6                | 4            | 2   | 12     | 59,1 %          |
| 2002 | 6                | 4            | 2   | 12     | 78,3 %          |

### Bürgermeister
Bürgermeister ist Konrad Maisterl. Er wurde im Jahr 2020 Nachfolger von Manfred Menhard.

### Gemeindefinanzen
Die Gemeindesteuereinnahmen betrugen im Jahr 2017 1931 T€, davon betrugen die Gewerbesteuereinnahmen (netto) 592 T€.

### Wappen

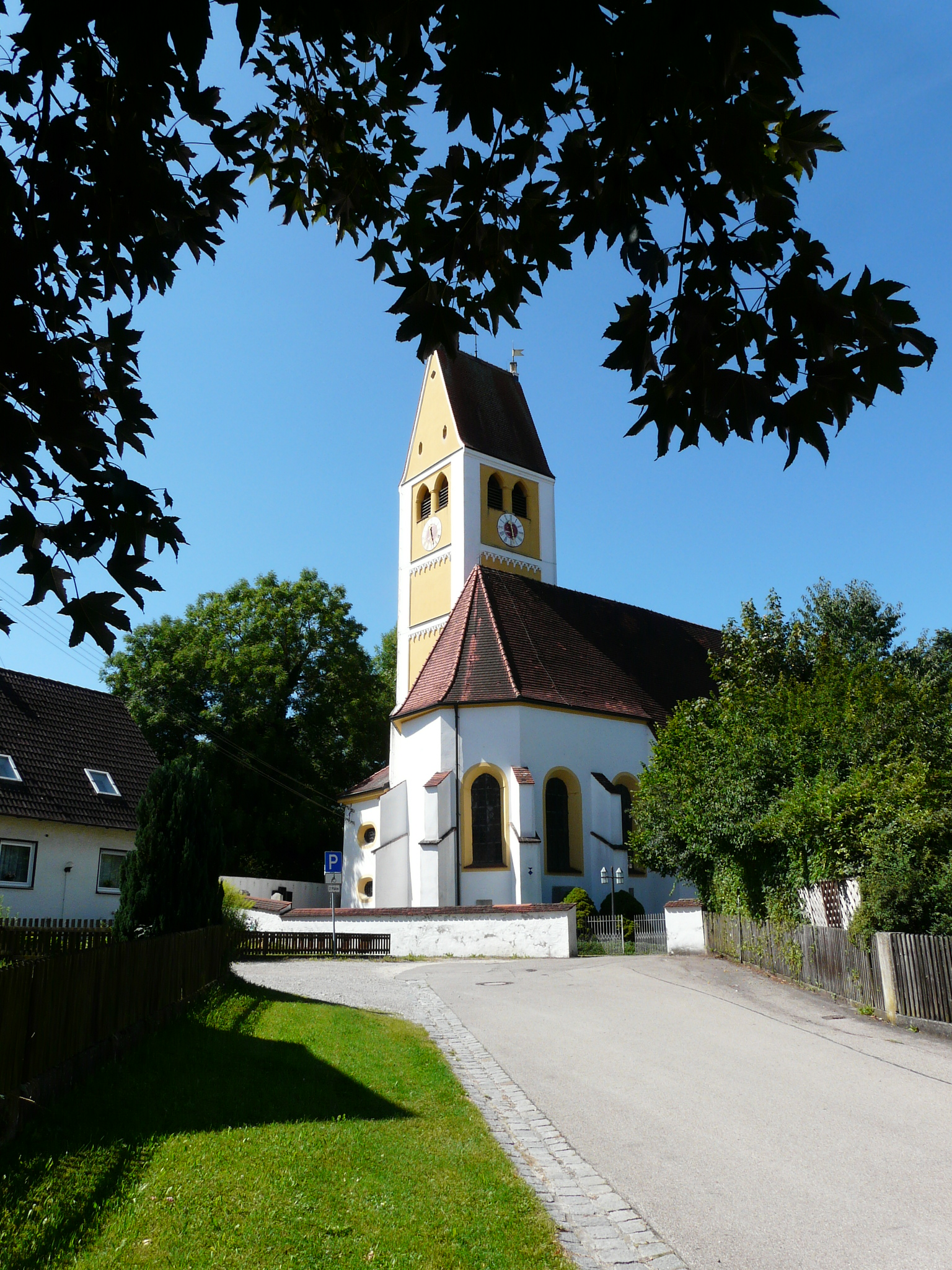
Pfarrkirche St. Martin

|  | Blasonierung: „Im Wolkenschnitt schräglinks geteilt von Grün und Gold; oben und unten je ein Kreuz in verwechselter Farbe.“ |
|  | |

## Baudenkmäler
- Pfarrhaus, erbaut 1907

## Wirtschaft und Infrastruktur

### Wirtschaft
Im Jahr 2017 gab es nach der amtlichen Statistik 223 sozialversicherungspflichtig Beschäftigte am Arbeitsort. Sozialversicherungspflichtig Beschäftigte am Wohnort gab es 813. Damit war die Zahl der Auspendler um 590 Personen höher als die der Einpendler. 25 Einwohner waren arbeitslos. Im Jahr 2016 bestanden 29 landwirtschaftliche Betriebe mit einer landwirtschaftlich genutzten Fläche von 875 ha, davon waren 768 ha Ackerfläche und 106 ha Dauergrünland.
Im Jahr 2022 erzielte Scheuring Einnahmen aus der Gewerbesteuer in Höhe von 866 Tausend Euro. Mit einem Gewerbesteuerhebesatz von 350 % liegt die Gemeinde unter dem durchschnittlichen Gewerbesteuerhebesatz Deutschlands. Dieser beträgt 407 % (Stand: 2023).

### Bildung
In der Gemeinde gab es 2018 eine Kindertagesstätte mit 90 Plätzen und 82 betreuten Kindern (davon elf unter drei Jahren) sowie eine Volksschule, in der 163 Schüler in acht Klassen von zwölf Lehrkräften unterrichtet wurden.